# Go-Suzaku
Go-Suzaku, född 1009, död 1045, var regerande kejsare av Japan mellan 1036 och 1045.